# ポイント45
『ポイント45』（ ポイントフォーティーファイブ、原題：.45 ）は、2006年に製作されたアメリカの映画。ミラ・ジョヴォヴィッチ主演。

## キャスト
※括弧内は日本語吹替
- キャット - ミラ・ジョヴォヴィッチ（本田貴子）
- アル - アンガス・マクファーデン（天田益男）
- ライリー - スティーヴン・ドーフ（咲野俊介）
- リズ - アイシャ・タイラー（沢海陽子）
- ヴィック - サラ・ストレンジ（斎賀みつき）
- ホセ - ヴィンセント・ラレスカ（飯島肇）
- ガーティ - ノラ・オーガストン（弘中くみ子）